# Schlagerina
Schlagerina es un género de foraminífero bentónico considerado un sinónimo posterior de Oberhauserella de la familia Oberhauserellidae, de la superfamilia Duostominoidea, del suborden Robertinina y del orden Robertinida. Su especie tipo era Schlagerina angustiumbilicata. Su rango cronoestratigráfico abarcaba el Triásico.

## Clasificación
Schlagerina incluía a las siguientes especies:
- Schlagerina altispira †
- Schlagerina angustiumbilicata †
- Schlagerina orbis †
- Schlagerina scissumbilicata †
- Schlagerina subcircularis †